# Mahendra Kapoor
Mahendra Kapoor (Amritsar, 9 gennaio 1934 – Mumbai, 27 settembre 2008) è stato un cantante indiano, attivo come cantante in playback per il cinema indiano.

## Filmografia parziale
Cantante in playback:

- Dhool Ka Phool (1959)
- Gumrah (1963)
- Woh Kaun Thi (1964)
- Hamraaz (1967)
- Upkar (1967)
- Kismat (1968)
- Yaadgar (1970)
- Purab Aur Paschim (1970)
- Gopi (1970)
- Roti Kapada Aur Makaan (1974)
- Fakira (1976)
- Kranti (1981)
- Nikaah (1982)
- Shakti (1982)
- Painter Babu (1983)
- Aaj Ki Awaaz (1984)
- Tawaif (1984)

## Premi e riconoscimenti
- Padma Shri (1972)
- Filmfare Awards
  - 1964: "Best Male Playback Singer"
  - 1968: "Best Male Playback Singer"
  - 1975: "Best Male Playback Singer"
- National Film Awards
  - 1968: "Best Male Playback Singer"
- Bollywood Music Awards- New York
  - 2000: "Life Time Achievement Award"